# Brzuze
Brzuze – wieś w Polsce położona w województwie kujawsko-pomorskim, w powiecie rypińskim, w gminie Brzuze.

## Podział administracyjny
W latach 1954–1972 wieś należała i była siedzibą władz gromady Brzuze. W latach 1975–1998 miejscowość administracyjnie należała do województwa włocławskiego. Miejscowość jest siedzibą gminy Brzuze.

## Demografia
Według Narodowego Spisu Powszechnego (III 2011 r.) liczyła 370 mieszkańców. Jest czwartą co do wielkości miejscowością gminy Brzuze.

## Położenie
Na południowy wschód od wsi znajduje się Jezioro Brzuskie.